# Hirtella tubiflora
Hirtella tubiflora là một loài thực vật có hoa trong họ Cám. Loài này được Cuatrec. mô tả khoa học đầu tiên năm 1950.